# Slow Start
《Slow Start》是篤見唯子於《Manga Time Kirara》創作的日本四格漫畫作品。自2013年7月號的《Manga Time Kirara》開始連載。2017年6月號的《Manga Time Kirara》公布本作改編電視動畫的消息。

## 故事
一之瀨花名因為在高中入學考試前一天患上腮腺炎無法參加考試，而比其他人晚了一年上高中（稱作「復讀生」）。曾因為這件事實大受打擊而不願出門或是接觸其他高中生，隔年順利參加考試並進入高中，不過這件事花名沒有告訴同學。雖然別人可能會認為不算什麼大事，但對她來說是個重要的問題，所以想要追趕上其他人。因緣際會之下，花名遇見了三位同學，藉由互相交流與理解的方式，逐漸恢復原本正常學生的生活，慢慢向前邁進的故事。

## 登場角色
（班级登场角色及学号以动画版为准。）

### 主要角色
一之瀨花名（聲：近藤玲奈）
年龄 - 17岁 / 班級 - 1年2組 / 生日 - 4月6日 / 星座 - 白羊座 / 血型 - A型 / 擅长科目 - 数学 / 学号 - 1号 / 对应动物 - 兔子
高中一年級學生。因為考试季患上流行性腮腺炎的關係而未參加升學考試；此后情绪低落，在母亲建议下更换环境，独自一人从东京[s60]:105远赴“长乃县爽井泽”某町，入住志温担任管理员的“手毬高地”（てまりハイツ）公寓[s2]。一年後进入星尾女子高等学校1年级2班上高中，入学式当天正好满17岁[s1]:12。
由于中学浪人的一年间都在自己房间里学习[s10]:85，几乎没有外出，体能下降得相当厉害[s7]。开学体测惨败后有时会和志温一起晨跑[s8]:68。
浪人期觉得什么再苦也没有自己的命苦，吃了很多苦巧克力、喝了很多不加糖的咖啡，炼成了不怕苦味食品的体质[s49]:111-113。
饮食由志温负责，平时会到志温房间蹭饭，开学后志温还给她做便当[s3]:27；房间里几乎什么都没有[s10]:85。
社交能力偏弱[s20]:62，而性格方面，母亲[s2]:18-24、志温[s3]:32，以及小玉和荣依子[s19]:54都曾说她有点“麻烦”。很怕恐怖故事[s27]。
对自己上高中晚了一年这件事十分在意，并极力隐藏、不让同学察觉。连做梦都好几次梦到这个话题[s43]:54。
十倉榮依子（聲：嶺內智美）
班級 - 1年2組 / 生日 - 6月20日 / 星座 - 双子座 / 血型 - B型 / 爱好与特长 - 树脂工艺 / 学号 - 19号 / 对应动物 - 狐狸
花名的同學。擁有非常卓越的社交能力，初中时便很受欢迎：不仅毕业时曾被多人表白[s30]:47，校内还有人私下出售她的照片[s21]。高中入学第四天即可对全班同学直呼其名[s3]:29，对初次见面的大人也能很快要到手机传讯用的邮件地址[s20]:66。
平时叫玉手“小玉”，但对其行为感到不快或吐槽时就会改叫“玉手”（たまてちゃん）。常把自己的头搭在冠的头上。
曾在小学六年级时通过一番话，让冠的父母改变过度保护的教育方式[s54]:49。
学习不是很好[s10]:85-90，多次提议休息时聚在一起学习。养有一条名叫“稀助”的小狗[s7]。
对榎并老师在不知道制作者的情况下说看中了她做的项链一事感到非常开心[s33]，正主动接近榎并老师。
百地玉手（聲：伊藤彩沙）
班級 - 1年2組 / 生日 - 5月23日 / 星座 - 双子座 / 血型 - B型 / 喜欢的食物 - 金针菇 / 学号 - 25号 / 对应动物 - 狸猫
花名的同學。綁著雙馬尾，個性開朗的女孩，平胸。名字是父母根据玉手箱而起，但比起本名，她自己更希望别人叫她“小玉”（たまちゃん）[s12]:103-105。
自小就在家穿着和服[s14]:13，对朋友说话时也多用敬语；厨艺高超[s4]:35。亦是玩Galgame十余年的御宅族[s17]:34，比起学习更希望玩乐[s8]:72，黄金周等假期会积极参加同人志即卖会等活动[s9]:76。玩Galgame时有处女信仰[s17]:37。
自称比起和非宅的普通人谈论宅系话题，更喜欢独自一人静享御宅乐趣，却在家中起居室光明正大地玩Galgame以致被家人发现；平时看到可联想至恋爱游戏的场景就会连呼“事件CG”，其他三人虽不知道词义，但在她的带动下，也逐渐开始在相关场景中无意识地想起这个词[s43]。
曾表示如果“花名”这个名字读的话，和自己名字中的（玉）加起来就是（直译“（梦想）实现吧”），而按照目前读法则会变成（直译“离远点”）[s3]:28。动画中多次用到这两个短句梗。
对付检查时藏东西很有一套[s29]:36。初中与荣依子同校不同班[s1]:10。
根据动画11话，家住作品舞台“爽井泽”的“言农追分站”附近。
其人物设定与作者此前创作的另一个角色——《瓶詰妖精》中的“小玉”（たまちゃん）有诸多相同点。作者则在Twitter上称，“可以认为Slow Start的小玉无限接近于这个小玉”。
千石冠（聲：長繩麻理亞）
班級 - 1年2組 / 生日 - 10月30日 / 星座 - 天蝎座 / 血型 - AB型 / 鞋子尺寸 - 19cm / 学号 - 16号 / 对应动物 - 猫
花名的同學，家住豪宅[s53]:40。身材嬌小（高一入学时身高仅136cm），现在穿上初中和小学校服均合身[s36]:106。自称喜欢吃饭、睡觉[s1]:13，一餐能吃很多（动画版前11集的提供画面背景均为冠或她的猫在吃东西），但进食速度不快[s3]:30。短跑跑得很快，曾被田徑社邀請入社[s5]:46。
平时有练习钢琴和马林巴[s8]:69-70，还可以只听声音就判断出容器里的硬币面值和各自数量[s41]:42。
名字“冠”取自大冠鹫，头上的两条丝带立起来时长20cm，相当于大冠鹫的羽冠[4卷彩页]:4[5卷彩页]:4。
略怕生，对荣依子抱有很强的依赖感[s8]:69-70。小学六年级时和荣依子相识[s8]:71，初中时碰巧在路上看见多年未见的“荣依子”在打电话，听到她说“星尾女子”后便决定要考这所高中[s22]。
爱猫，自家养着两只小学时期和荣依子在外玩耍时一起玩过的流浪猫[s52-54]。受父母嗜好影响，私服类似萝莉塔时装样式[s14]:14。在学校曾有几次没穿裙子[s16]:26[s34]:82。
萬年大會（聲：內田真禮）
生日 - 1月9日 / 星座 - 魔羯座 / 血型 - A型 / 祖母的名字 - 万年龟代 / 对应动物 - 狗
與花名住同棟公寓的房客。高中时代曾任学生会长，成绩优秀。后于大学入学考试当天在大雪中滑倒，患上重感冒而未能参加考试，成为大学浪人；落榜后一蹶不振，搬入该栋公寓202号室成为家里蹲，在第二年与住在楼下的花名相识[s13]。
一开始自认为没有合适的外出服装而不敢前往便利店，非常依赖网购[s13]，后来在花名等人的帮助下成功买到衣服，变得敢于前往便利店了[s15]。
与花名不同，尽管有一年多没有出门，跑步还是很快，甚至能绕公园十多周[s55]:55-59。
虽然常在网上买东西，但因为不想面对买的东西都是不用也没关系一类的这一事实，很多包裹送到之后都选择囤积起来、不开封[s49]:110。
京塚志溫（聲：M·A·O）
生日 - 11月6日 / 星座 - 天蝎座 / 血型 - O型 / 喜欢的运动 - 羽毛球 / 对应动物 - 熊
比花名大七歲的表姐。巨乳，原作中胸部经常超出框线。大學畢業後未找到正式工作（就職浪人），暂时担任公寓管理員[s7]:64，每天晚上9点就睡觉[s35]:93。
自拍技术很差，经常手抖而导致照片模糊不清[s56]:67。
和花名母亲关系很好[s9]。
榎並清瀨（聲：沼倉愛美）
生日 - 3月10日 / 星座 - 双鱼座 / 血型 - AB型 / 对应动物 - 狼
花名的班級導師，教授数学[s21]:70。对学生说话较随意；不怎么顺着荣依子的社交技巧来[s11]:95。嘴上说她烦人，但两人其实关系不错。
爱吃棒棒糖，原因是觉得棒棒糖比一般的糖好吃；但吃之前会先“随便敲几下搞碎”，然后再直接吃碎块[s30]:45-46。
在不知情的情况下，于一家店里偶然买到了擅长树脂工艺的荣依子亲手制作的项链[s33]。
有腹肌[s39]:19。

### 星尾女子高等學校

#### 1年2組
今井千尋（聲：巽悠衣子）
花名的同學，學號2號。戲劇社社員。
岩崎敬（聲：小原好美）
花名的同學，學號3號。茶道社社員。
內田麻理繪
花名的同學，學號4號。網球社社員。
遠藤悠里（聲：加隈亞衣）
花名的同學，學號5號。排球社社員。
大谷周（聲：芳野由奈）
花名的同學，学号6号。田徑社的經理[s20]:65。自称非常喜欢看小个子跑步（觉得很可爱），亦因此数次邀请擅长短跑的千石冠入社，惟均遭拒绝[s16]:31。
小鹿野真秀（聲：貫井柚佳）
花名的同學，学号7号。田徑社社員，个子不高[s20]:64。
加藤比呂
花名的同學，學號8號。攝影社社員。
菊池淡雪
花名的同學，學號9號。手工艺社社员。
久保田綾華
花名的同學，學號10號。籃球社社員。
佐佐木陽菜（聲：田中爱美）
花名的同學，學號11號。ESS社（英语社）社员。
佐藤理香乃（聲：石上靜香）
花名的同學，學號12號。新聞社社員。
島田美彌子（聲：金子彩花）
花名的同學，學號13號。料理社社員。
清水翠
花名的同學，學號14號。料理社社員。
關根桃花（聲：篠田南）
花名的同學，學號15號。花道社社員。
高橋菜菜惠（聲：水瀨祈）
花名的同學，學號17號。園藝社社員。
椿森幸（聲：高野麻里佳）
花名的同學，學號18號。茶道社社员。
很喜欢荣依子[s58]:91。常躲在偷看荣依子的小玉后面的墙角，来偷看和榎并老师交谈的荣依子[3卷末]:119[4卷末]:119。
喜欢吃大麻哈鱼，因其含有丰富的EPA[s36]:105。
中村千奈美（聲：木村珠莉）
花名的同學，學號20號。文學社社員。
藤井斑比（聲：木野日菜）
花名的同學，學號21號。籃球社社員。
堀口素直
花名的同學，學號22號。網球社社員。
增田青（聲：白石晴香）
花名的同學，學號23號。排球社社員。
松本理緒
花名的同學，學號24號。文學社社員。

### 次要角色
十倉光希（聲：楠木灯）
榮依子的妹妹。初三，正计划报考姐姐就读的星尾女高；因為擔心午餐經常吃麵包的姊姊營養不足而煮湯給她喝[s4]。口头禅为“学习了”[s47]。
荣依子喜欢叫她（Mikki）[s22]，惟动画中本人多次纠正为自己的名字“光希”（Miki）。
一之瀨葉月（聲：日笠陽子）
花名的母親。花名前往外地独居后，做饭还是习惯做三个人的量，但所做的饭菜口味变得有点随花名父亲了[s9]:78。每个季度都会选衣服给花名寄过去[s25]。
一之瀨健（聲：小山力也）
花名的父親。花名走后，吃饭会连着花名的分量一起吃，因此长胖了4公斤；咖喱没有家里其他人吃的辣[s9]:77-78。

## 出版書籍
| 卷數 | 芳文社         | 芳文社                 | 東立出版社    | 東立出版社             |
| 卷數 | 發售日期       | ISBN                   | 發售日期      | ISBN                   |
| ---- | -------------- | ---------------------- | ------------- | ---------------------- |
| 1    | 2014年8月27日  | ISBN 978-4-8322-4475-7 | 2018年4月23日 | ISBN 978-957-260-700-8 |
| 2    | 2015年8月27日  | ISBN 978-4-8322-4607-2 |               |                        |
| 3    | 2016年8月27日  | ISBN 978-4-8322-4735-2 |               |                        |
| 4    | 2017年6月27日  | ISBN 978-4-8322-4848-9 |               |                        |
| 5    | 2018年1月27日  | ISBN 978-4-8322-4911-0 |               |                        |
| 6    | 2019年2月27日  | ISBN 978-4-8322-7069-5 |               |                        |
| 7    | 2020年2月27日  | ISBN 978-4-8322-7166-1 |               |                        |
| 8    | 2020年10月27日 | ISBN 978-4-8322-7219-4 |               |                        |
| 9    | 2021年10月27日 | ISBN 978-4-8322-7315-3 |               |                        |
| 10   | 2022年8月26日  | ISBN 978-4-8322-7387-0 |               |                        |
| 11   | 2022年7月27日  | ISBN 978-4-8322-7471-6 |               |                        |
| 12   | 2024年9月27日  | ISBN 978-4-8322-9574-2 |               |                        |

## 电视动画
2017年5月于《Manga Time Kirara》同年6月号宣布改编制作电视动画，于2018年1月开始播放。官网宣传语为「幸福，慢慢开始。（しあわせは、ゆっくりはじまる。）」
2018年1月4日，于UNITED CINEMAS丰洲举行正式播放前的第一话先行上映活动。TOKYO MX、栃木电视台、群马电视台和BS11在开播前一周播出了事前特别节目。

### 制作人员
- 原作：笃见唯子（芳文社《Manga Time Kirara》连载）
- 导演：桥本裕之
- 系列构成：井上美绪
- 人物设定、总作画监督：安野将人
- 道具设计：伊藤雅子
- 主动画师：吉田亘良
- 美术监督：针生胜文
- 色彩设计：
- CG导演：那須信司
- 摄影监督：黑岩悟
- 编集：高桥步
- 音樂：藤澤慶昌（日语：藤澤慶昌）
- 音响监督：明田川仁
- 音响效果：和田俊也
- 音乐制作：Aniplex
- 动画制作：CloverWorks（原A-1 Pictures高圆寺工作室）[註 15][14]
- 製作：Slow Start製作委員会（Aniplex、芳文社、木下集团（日语：木下グループ）、Drecom（日语：ドリコム）、关西电视台、Lawson）

### 主題曲
片頭曲「ne！ne！ne！」
作詞：岩里祐穗，作曲、編曲：藤澤慶昌，主唱：STARTails☆（近藤玲奈、伊藤彩沙、嶺內智美、長繩麻理亞）
片尾曲
（第1話－第11話）
作詞、作曲、編曲：40mP，主唱：三月的Phantasia
（第12話）
作詞：岩里祐穗，作曲：前山田健一，編曲：三好啟太，主唱：STARTails☆（近藤玲奈、伊藤彩沙、嶺內智美、長繩麻理亞）

### 各話列表
| 話數    | 日文標題 | 中文標題 | 中文標題 | 劇本              | 分鏡     | 演出                                                                                       | 作畫監督                              | 片尾插畫 |
| 話數    | 日文標題 | 羚邦國際 | Aniplex  | 劇本              | 分鏡     | 演出                                                                                       | 作畫監督                              | 片尾插畫 |
| ------- | -------- | -------- | -------- | ----------------- | -------- | ------------------------------------------------------------------------------------------ | ------------------------------------- | -------- |
| STEP.01 |          |          | 井上美緒 | 橋本裕之          | 橋本裕之 | 安野將人                                                                                   |                                       |          |
| STEP.02 |          |          | 井上美緒 | 原英和            | 原英和   | 竹本未希、野中正幸 倉谷亮多                                                                | 川井真琴                              |          |
| STEP.03 |          |          | 井上美緒 | 篠原正寬          | 篠原正寬 | 石井香織、牧田昌也                                                                         | 高嶋博美                              |          |
| STEP.04 |          |          | 井上美緒 | 金崎貴臣          | 丸山裕介 | 石田一將、中島裕里                                                                         |                                       |          |
| STEP.05 |          |          | 山下憲一 | 鈴木健太郎        | 山中祥平 | 伊藤雅子、井戶田茜                                                                         | 原悠衣                                |          |
| STEP.06 |          |          | 井上美緒 | 大畑清隆 橋本裕之 | 相浦和也 | 山村俊了、佐佐木貴宏 三木俊明、倉谷亮多 細田沙織                                           |                                       |          |
| STEP.07 |          |          | 井上美緒 | 舛成孝二          | 篠原正寬 | 河合拓也                                                                                   | 鈴木次郎                              |          |
| STEP.08 |          |          | 山下憲一 | 原田征爾          | 原田征爾 | 中島裕里、伊藤雅子 細田沙織、竹本未希 井戶田茜、井上香織                                   |                                       |          |
| STEP.09 |          |          | 井上美緒 | 金崎貴臣          | 山中祥平 | 山村俊了、佐佐木貴宏                                                                       | LLO                                   |          |
| STEP.10 |          |          | 井上美緒 |                   |          | 清水祐美、石井香織 小澤圓                                                                  | 菰綿遙華                              |          |
| STEP.11 |          |          | 井上美緒 | 篠原正寬          | 篠原正寬 | 中島裕里、竹本未希 山村俊了、細田沙織 井戶田茜、日高真由美 佐佐木貴宏、後藤麻梨子 伊藤雅子 | 近藤玲奈 長繩麻理亞 伊藤彩沙 嶺內智美 |          |
| STEP.12 |          |          | 橋本裕之 | 橋本裕之          | 橋本裕之 | 石井香織、佐佐木貴宏 伊藤雅子、三浦龍 竹本未希、井戶田茜 山村俊了、細田沙織                | 篤見唯子                              |          |

### 播放電視台

#### 日本地區
日本深夜動畫：下文記載的日本国内播放時間使用日本標準時間（UTC+9）表示。因為部分時間标识會採用30小时制，因此請留意这类超过24:00的时间，其實際播放時間為翌日清晨。
| 播放日期               | 播放時間（UTC+9）              | 播放電視台              | 播放區域   | 備註                    |
| ---------------------- | ------------------------------ | ----------------------- | ---------- | ----------------------- |
| 2018年1月6日 - 3月24日 | 周日 24:30 - 25:00（周六深夜） | 東京都會電視台/TOKYO MX | 东京都     |                         |
|                        |                                | 栃木電視台              | 栃木縣     |                         |
|                        |                                | 群馬電視台              | 群馬縣     |                         |
|                        |                                | 日本BS放送/BS11         | 日本全域   | 衛星電視 / “ANIME+”時段 |
| 2018年1月8日 -         | 周一 20:00 - 20:30             | AT-X                    | 日本全域   | 衛星電視 / 有重播       |
| 2018年1月9日 -         | 周三 26:05 - 26:35（周二深夜） | 爱知電視台              | 爱知縣     |                         |
| 2018年1月11日 -        | 周五 26:25 - 26:55（周四深夜） | 關西电视台              | 近畿廣域圈 | 参加制作                |

| 更新日期       | 更新时间               | 配信服务 |
| -------------- | ---------------------- | --- |
| 2018年1月9日 - | 周二 12:00 更新        | d动画商城 niconico频道 GYAO! （ 日语 ： GYAO!） dTV （ 日语 ： dTV (NTTドコモ)） 万代频道 亚马逊视频 光TV （ 日语 ： ひかりTV） U-NEXT 动画放题 （ 日语 ： アニメ放題） |
|                | 周二 23:00 - 23:30     | niconico生放送 |
|                | 周二 23:30 - 周三 0:00 | AbemaTV |
| 不明           | 不明                   | Video Pass （ 日语 ： ビデオパス） J:COM on Demand （ 日语 ： ジュピターテレコム） hulu                                                                       |

#### 日本國外（中文語言區）
| 播放地區 | 服務供應平台    | 播放日期       | 更新時間（UTC+8） | 備註                                        |
| -------- | --------------- | -------------- | ----------------- | ------------------------------------------- |
| 臺灣     | bilibili        | 2018年1月7日 - | 星期日 更新       | 僅限港澳台地區 （中国大陆版權受限）         |
| 香港     | bilibili        | 2018年1月7日 - | 星期日 更新       | 僅限港澳台地區 （中国大陆版權受限）         |
| 澳門     | bilibili        | 2018年1月7日 - | 星期日 更新       | 僅限港澳台地區 （中国大陆版權受限）         |
| 中国大陆 | bilibili 愛奇藝 | 2018年1月7日 - | 星期日 更新       | 愛奇藝曾因審查而下架 （港澳台地區版權受限） |

### BD&DVD
| 卷數 | 發行日期      | 收錄話數       | 規格編號          | 規格編號          |
| 卷數 | 發行日期      | 收錄話數       | BD限定版          | DVD限定版         |
| ---- | ------------- | -------------- | ----------------- | ----------------- |
| 1    | 2018年3月28日 | 第1話、第2話   | ANZX-12121～12122 | ANZB-12121～12122 |
| 2    | 2018年4月25日 | 第3話、第4話   | ANZX-12123～12124 | ANZB-12123～12124 |
| 3    | 2018年5月30日 | 第5話、第6話   | ANZX-12125～12126 | ANZB-12125～12126 |
| 4    | 2018年6月27日 | 第7話、第8話   | ANZX-12127～12128 | ANZB-12127～12128 |
| 5    | 2018年7月25日 | 第9話、第10話  | ANZX-12129～12130 | ANZB-12129～12130 |
| 6    | 2018年8月29日 | 第11話、第12話 | ANZX-12131～12132 | ANZB-12131～12132 |

### 网络电台
2018年1月7日起，由一之濑花名的声优近藤玲奈主持、STARTails☆出演的视频網路电台节目《Slow Start STARTails Chan！ne！ne！nel！☆》（スロウスタート STARTailsちゃん！ね！ね！ねる！☆）每周日14时于超！A&G+播放。

### 审查下架
本片曾因所谓“不可抗力”，在中国遭爱奇艺下线，同年2月13日愛奇藝網站的《Slow Start》影片資源恢復，並通知恢復兩部作品的版權，但部分台词有所修改。

## 联动游戏
闪耀幻想曲
Drecom开发的智能手机游戏应用，包含众多《Manga Time Kirara》系列中的角色。
动画第一话播出了Slow Start的参战广告，预计将有多名角色登场。本作为追加参战。

## 外部連結
- 電視動畫「Slow Start」官方網站（日語）
- 電視動畫「Slow Start」的X（前Twitter）（日語）